# Gymnastika

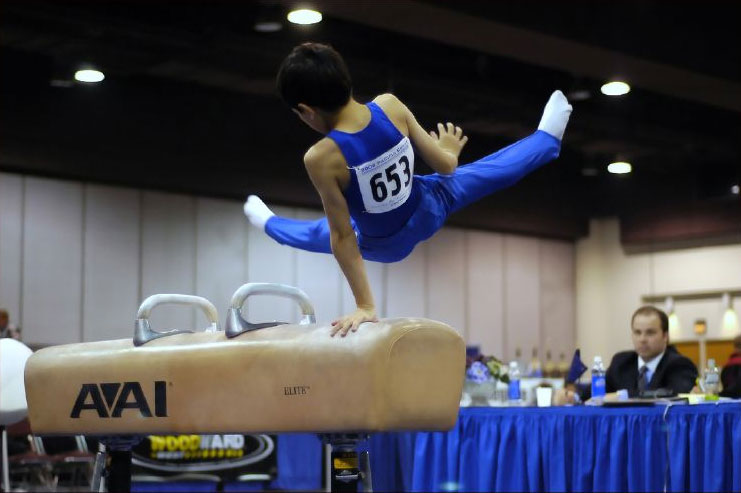
Sportovní gymnastika - kůň našíř

Gymnastika je soubor tělesných cvičení, jehož cílem je všestranný rozvoj lidského těla a udržení zdatnosti a celkové dobré výkonnosti.
V užším slova smyslu se termín gymnastika používá pro označení sportovních disciplín, jejichž společným znakem je důraz na čistotu provedení silově či koordinačně náročných tělesných prvků. V nejužším slova smyslu se někdy zaměňuje za sportovní gymnastiku, jedno z řady soutěžních gymnastických odvětví.

## Historie
Gymnastika byla v Antickém Řecku zahrnuta do systému celkového harmonického rozvoje člověka v duchu kalokagathie. Do řecké gymnastiky patřily běhy, skoky, hody, plavání, zápas a box. Počátky nářaďové gymnastiky lze hledat ve cvičeních se zvířaty (koňmi, býky), známými např. ve staré Krétě nebo Egyptě. Název gymnastika pochází z řeckého gymnós (řecky  γυμνός, česky:nahý) a vznikl tak, že Řekové prováděli svá tělesná cvičení bez oděvu.
Po období středověku, který se vyznačoval potlačováním zájmu o tělesnost a tedy i o cvičení, vznikají celé rozsáhlé gymnastické systémy, tedy systémy tělesných cvičení. Základy systematiky gymnastických cvičení položili švýcarský pedagog Johann Heinrich Pestalozzi a německý pedagog Johann Gust Muths. Na začátku 19. století doprovázejí hnutí národního obrození vzniky národních gymnastických systémů – německého nářaďového tělocviku Friedricha Ludwiga Jahna a odvozeného sokolského tělocviku Miroslava Tyrše nebo švédské zdravotní gymnastiky Pehra Henrika Linga. Francouzský námořní důstojník Georges Hébert ovlivnil vývoj gymnastiky svou přirozenou metodou tělesné výchovy, odmítající umělé cviky. Ve 20. století pak změnil gymnastiku jak rozmach rytmické gymnastiky (jejím sportovním pokračovatelem je moderní gymnastika), tak sportovní soutěžení v různých gymnastických disciplínách.

## Gymnastika jako sport

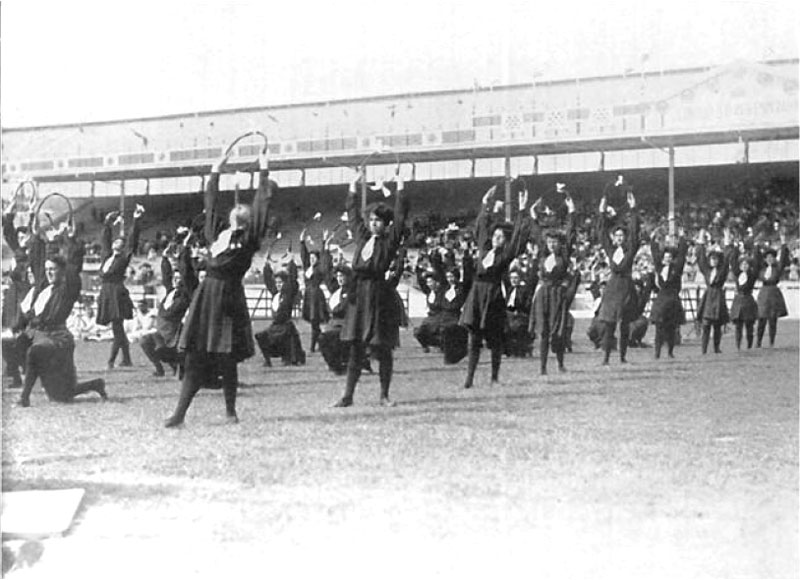
Gymnastická cvičení na LOH 1908

Soutěže v gymnastických sportech se pořádaly už ve druhé polovině 19. století. Sportovní gymnastika patří mezi základní kameny olympijského programu.
Společným znakem sportovních gymnastických disciplín je hodnocení předvedeného sportovního výkonu podle jeho souladu s předpisovou technikou sborem rozhodčích. Výjimkou v tomto směru je olympijský šplh, v němž o vítězi rozhoduje dosažený čas. Jednotlivá gymnastická odvětví se liší podle podstaty charakteristických prvků zařazovaných do sestav a podle použitého sportovního nářadí či náčiní.
O sportovní gymnastické disciplíny pečují Mezinárodní gymnastická federace (francouzsky Fédération Internationale de Gymnastique) (založena v roce 1881). V České republice nemá jen jeden protějšek, ale více organizací, z nichž největší je Česká gymnastická federace. Moderní gymnastiku a estetickou skupinovou gymnastiku zastřešuje Český svaz moderní gymnastiky, o sportovní aerobik se kromě ČGF stará i konkurenční Český svaz aerobiku. Významnou roli v české gymnastice dál hraje Česká obec sokolská. Čeští gymnasté dosahovali vrcholné světové úrovně zvláště v meziválečném období (Bedřich Šupčík, Alois Hudec) a v 60. letech (Eva Bosáková, Věra Čáslavská).

### Sportovní gymnastická odvětví
V současnosti patří do olympijského programu tři gymnastická sportovní odvětví:
- Moderní gymnastika
- Skoky na trampolíně
- Sportovní gymnastika

Dalšími sportovními gymnastickými disciplínami jsou například:
- Akrobatická gymnastika
- Obecná gymnastika
- Olympijský šplh
- Sportovní aerobik (též gymnastický aerobik)
- TeamGym
- Parkour

Všechna tato gymnastická odvětví zastřešuje Česká gymnastiká federace, s výjimkou moderní gymnastiky. Moderní gymnastiku zastřešuje organizace Český svaz moderní gymnastiky. 

## Nesoutěžní gymnastika
Gymnastická cvičení pro zdraví předcházela sportovním formám gymnastiky. Termíny zdravotní gymnastika (cvičení pro napravování zdravotních problémů) nebo kondiční gymnastika (cvičení pro zlepšení kondice zdravého člověka) se v poslední době tak často nepoužívají, za pokračovatele kondiční gymnastiky je možné považovat mnohé moderní formy pohybu pro zdraví, jako jsou například nesoutěžní aerobik, kalanetika a další různé formy cvičení s hudbou.